# Club Sportivo Independiente (General Pico)

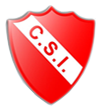
Club Sportivo Independiente

Club Sportivo Independiente, también conocido como Independiente de General Pico, es un club deportivo ubicado en General Pico, La Pampa. De los varios deportes que se practican en el club, Independiente fue más conocido por el equipo de básquetbol, que ganó un título de la Liga Nacional de Básquet y fue 3 veces subcampeón, además de campeón Sudamericano.
Además del básquet, se practica fútbol, hockey sobre césped, balonmano, voleyball, tenis, atletismo, cestoball, etc.
Su clásico rival (que empezó siéndolo en el fútbol pero la rivalidad se trasladó a otros deportes) es el Pico Football Club

## Historia
Independiente (conocido como El Rojo, al igual que su homónimo de la ciudad bonaerense de Avellaneda) fue fundado el 20 de agosto de 1920 por Don Roberto Petit de Meurville, acuñando el lema "Mens sana in corpore sano" que continúa siendo el eje inspirador del club hasta la actualidad, en el cual se desarrollan distintas disciplinas como fútbol, balonmano, tenis, golf, entre otras.

### Roberto Petit de Meurville
[Del libro de los 90 años de CSI]
En 1919, con apenas 22 años cuando decidió abandonar su San Luis natal para probar suerte en General Pico, desempeñándose como docente en la escuela 66. Dado su espíritu emprendedor, no tardó en sentirse a gusto en medio de aquella comunidad en la que todos veían oportunidades para concretar sus proyectos.
A la vez, encontró en sus alumnos un canal de comunicación que fue mucho más allá de la relación formal entre maestro y discípulos. Por el contrario, las charlas después de hora comenzaron a ser una práctica de todos los días, donde un muy joven Roberto escuchaba con atención a aquellos chicos que cursaban cuarto grado.
El vínculo comenzó a hacerse más estrecho y las reuniones fueron extendiéndose cada vez más, abarcando diferentes tópicos que eran de interés común. Fiel a su estilo enérgico y pragmático, Petit detectó enseguida la necesidad de contar con una institución que complementara a la escuela. Aquellos chicos precisaban un lugar que los reuniera luego del colegio para practicar diferentes deportes, y a la vez hacer sociales. Quizá el tema se hubiese solucionado mediante la creación de un potrero, tan típico por aquellos tiempos, donde los alumnos pudieses jugar un rato al fútbol.
Sin embargo, ese joven maestro sabía que podía, y debía, ir más allá. Se requería la creación de una institución que formase y desarrollase a quienes acudían a ella una institución sólida con mirada a largo plazo, cimentada en bases claras y bien determinadas, en la que los futuros socios pudieran descansar juntos a sus familias. Más aún, Don Roberto sabía perfectamente que aquella visión trascendía el ámbito de la escuela, para transformarse en necesidad de una comunidad piquense en estado de desarrollo puro.
Así, aquel primer núcleo conformado por el tándem maestro-alumnos debatía día a día acerca de la mejor manera de implementar un proyecto que tenía como resultado final la fundación del Club Sportivo Independiente. El hecho de que las primeras ideas que darían lugar a la formación de nuestro club fueran gestadas en un ámbito escolar no es un dato menor, ya que esto otorgaría una impronta educativa al club que perduraría a lo largo del tiempo.
Los alumnos de aquel inspirado profesor puntano se vieron seducidos al instante por la idea de contar con un espacio propio, no solo para jugar a la pelota, sino para "alejar a los jóvenes del vicio, desarrollando cuerpo sanos y mentes sanas", tal como lo expresaban por aquel entonces los futuros fundadores. Así, el proyecto fue tomando forma cada vez más concreta y las charlas de recreo dieron lugar a la creación del club.
Sin más demoras, y con una firme y determinada convicción, el 20 de agosto de 1920, a tan solo un año de haber llegado a la ciudad, Roberto Petit de Meuville redactó los artículos que integraron el acta de fundación del Club Sportivo Independiente. Una gran historia comenzaba a contarse...
Una triste paradoja. En 1970 y todos esperaban ansiosos la llegada del 20 de agosto, fecha en la que Independiente alcanzaría el medio siglo de vida. Estaba todo preparado para lo que se suponía sería un día de fiesta y alegrías, en el marco de las bodas de oro del club. Sin embargo, el destino jugaría una mala pasada, transformando un día festivo en una jornada de luto y profunda tristeza.
El 20 de agosto de 1970, el corazón de Roberto Petit de Meurville dejaba de latir. Aquel gran maestro con la visión necesaria para hacer de Independiente uno de los clubes más importantes de La Pampa, entregaba su legado a un marco imponente compuesto por deportistas, socios, dirigentes, unidos en un abrazo de llanto y lágrimas.
Como un triste guiño, el destino unía las historias de Don Roberto y su querido club, para siempre.

## Básquet

### Liga Nacional B
Entre las temporadas 1988 y 1991/92 participa de los torneos de la Liga Nacional B de Básquet.

### Ascenso a la Liga Nacional
En la temporada 1992/93 forma parte de los dieciséis equipos que intervienen en el primer Torneo Nacional de Ascenso; en dicho certamen, luego de perder la Final del TNA 1992-93 frente a Deportivo Roca (General Roca) por 3 a 0, obtiene el ascenso a la Liga Nacional de Básquet tras vencer en la serie de Repechaje a Independiente (Neuquén) por 3 a 1.

### Liga Nacional de Básquet

#### Años Dorados
El equipo de básquet de Independiente ganó reconocimiento entre mediados y fines de la década de 1990, obteniendo 1 título nacional y alcanzando la final en otras 3 ocasiones. También en el año 1996, se coronó campeón del Campeonato Sudamericano de Clubes Campeones 1996. 

Ya en su primera temporada en la elite del básquet argentino (1993-94), obtuvo el subcampeonato. Al año siguiente 1994-95 se coronó campeón. Asimismo también fue subcampeón en las temporadas 1996-97 y 1998-99.

Algunos de los jugadores más notables de esos años en primera división fueron un joven Andrés Nocioni, como veteranos como Miguel Cortijo, Esteban De La Fuente, Hernán Montenegro, Facundo Sucatzky y Melvin Johnson. 

#### Declive y Descenso
Los altos costos que requieren un equipo profesional de básquetbol de alto nivel, originaron problemas financieros en el club, los cuales lo llevaron a perder la categoría deportivamente en la temporada 2001-02; el declive fue lento pero sin pausa.

En la temporada 1999-00, clasifica en la octava posición de la primera fase, lo que le permite acceder al Grupo A-1 de la segunda fase de la etapa regular. En esta instancia finaliza último en el grupo, lo que determina que deba jugar playoff de reclasificación con el primero del Grupo A-2, Estudiantes (Bahía Blanca), etapa en la que queda eliminado tras perder la serie por 3 a 1.

En la temporada 2000-01, finaliza en la décima posición en la primera fase de la etapa regular, lo que lo lleva a jugar el grupo A-2; en esta instancia finaliza decimocuarto, por lo que debe jugar el playoff de permanencia, con ventaja de localía sobre Andino SC, serie que pierde por 3 a 0; ello determina que deba jugar el playoff final por el descenso ante Belgrano (Tucumán), al que elimina al barrer la serie por 3 a 0, con lo que conserva la categoría.

En la temporada 2001-02, se modifica el sistema de disputa, en la primera fase, juega el grupo sur, ante otros siete equipos y finaliza último; en la segunda fase de la etapa regular se enfrentan los dieciséis equipos todos contra todos a dos ruedas, y no mejora su desempeño, gana sólo seis partidos de 30 y finaliza en la última posición; por ello juega nuevamente el playoff por la permanencia, sin ventajas de ningún tipo; pierde la serie semifinal ante Gimnasia y Esgrima (Comodoro Rivadavia) y debe jugar el playout por el descenso a todo o nada contra Ferro Carril Oeste de Caballito, que finalmente se transforma en el primer equipo de la historia de la Liga Nacional en dar vuelta una serie de play-off que comienza perdiendo 0-2, para ganarla 3 a 2 y mandar al descenso al Rojo de La Pampa.

#### Nuevamente TNA
En la temporada 2002-03 compite en el Torneo Nacional de Ascenso y finaliza en la posición 11 

En la temporada siguiente compite nuevamente en el Torneo Nacional de Ascenso y queda eliminado en cuartos de final.

### Venta de la plaza y disolución de la actividad de alta competencia
Finalizada la temporada 2003-04, la dirigencia, decide no afrontar la temporada 2004-05 y vende la franquicia, así el 30 de julio de 2004 el club informa la venta a Hindú Club (Resistencia) y pone fin a diecisiete años ininterrumpidos de participación en el básquet argentino. Como resultado de ello, el básquet profesional fue disuelto, compitiendo solo como actividad semiprofesional y en la (desaparecida) Liga Patagónica de Básquet y posteriormente en la Liga Pampeana de Básquetbol o también llamado Torneo Provincial de Básquet, organizado por la Federación Pampeana de Básquet.

### Regreso al básquet nacional

#### Prefederal 2022
Luego de años de participar en el Torneo Provincial, en julio de 2022 el Club confirma su participación en el torneo Pre Federal de Básquet, Región CABB 2, el cual otorga 4 plazas para la Liga Federal.

Al rojo de La Pampa llegan como refuerzos: Gino Veronesi, Lucio Haag, Saulo Bieschke, Joaquín Morandini, Jeremías Gamboa y Rocco Tumminello. También integran el plantel jugadores que ya estaban en Independiente cómo: Juan Acebal, Michel Divoy, Benjamín Sierra, Santiago Zwenger, Santiago Cabodevilla, Juan Carnelli y Santiago Chevelesco.

Luego de una gran temporada con Juan Pagnanini a la cabeza, finaliza puntero de la etapa regular (12 victorias y 2 derrotas), con lo que asegura el ascenso a la Liga Federal de Básquetbol 2023, y clasifica a los play-off del torneo, donde gana la semifinal contra Atlético Villegas y la final a Ferro Carril Oeste, de su misma ciudad; con ello se consagra campeón por primera vez luego de veintiséis años.

#### Liga Federal 2023
Participa de la División Sudeste, con diez triunfos y diez derrotas, finaliza la sexta posición y clasifica a play-off de división, instancia en la que es eliminado por su actual clásico rival Ferro Carril Oeste, cumpliendo una digna primera participación.

#### Prefederal 2023
En la etapa regular -con un record de 12 / 4- finaliza tercero, esa ubicación le permite asegurarse un lugar para la disputa de la Liga Federal 2024 y la clasificación a las semifinales del certamen. En esa instancia barre la serie ante Sportivo Realicó y accede a la final; allí vence a Ferro por 2 a 1, con lo que repite el título de la temporada anterior, y se consagra bicampeón del Torneo Prefederal

#### Liga Federal 2024
Participa del grupo A de la División Sudeste; con 9 victorias y 3 derrotas, obtiene el segundo puesto y clasifica en forma directa a los Playoff de división, instancia en la que se enfrenta y elimina a Club Somisa de San Nicolás barriendo la serie por 2 a 0; ello le permite clasificar a los playoff nacionales. Supera en los dieciséis avos de final a Club Del Progreso de General Roca al barrer la serie por 2 a 0; pero es eliminado en la instancia de octavos de final por Pacífico de Neuquén. Sin perjuicio de la eliminación, supera la faena de la temporada anterior.

### Posiciones históricas en el básquet nacional
- 1992/1993 - Subcampeón Torneo Nacional de Ascenso (TNA)
- 1993/1994 - Subcampeón Liga Nacional de Básquet (LNB) / Peñarol campeón
- 1994/1995 - Campeón Liga Nacional de Básquet (1)
- 1995 - Subcampeón Copa Río de La Plata
- 1995/1996 - Semifinalista Liga Nacional de Básquet (LNB)
- 1996/1997 - Subcampeón Liga Nacional de Básquet (LNB) /
- 1996 - Campeonato Sudamericano de Clubes Campeones 1996 (1)
- 1997/1998 - Subcampeón Liga Nacional de Básquet (LNB) / Atenas campeón
- 1997/1998 - Semifinalista Liga Sudamericana
- 1997/1998 - Semifinalista Panamericano de Clubes Campeones
- 1998/1999 - Subcampeón Liga Nacional de Básquet
- 1998/1999 - Semifinalista Liga Sudamericana
- 1998/1999 - Semifinalista Panamericano de Clubes Campeones
- 1999/2000 - Subcampeón Copa de Clubes Campeones
- 2022 - Campeón Torneo Pre Federal

### Planteles torneos nacionales
- LNB 1993/1994 - SUBCAMPEÓN: Facundo Sucatzky, Pablo Lamare, Jorge Zulberti, Hernán Trentini, Melvin Johnson, Michael Wilson, Alberto Falasconi, Aldo Yódice, Marcos Fernandez, Gustavo Ghione, Pablo Cariddi, Gustavo Mercau, Ricardo Fernandez. DT: Mario Guzmán. AT: Gustavo Vaninetti. PF: Leopoldo Aboy. Médico: Eduardo Petit.
- LNB 1994 /995 - CAMPEÓN: Facundo Sucatzky, Pablo Lamare, Esteban De la Fuente, Jorge Zulberti, Melvin Johnson, Malru Dottin, Alberto Falasconi, Aldo Yódice, Jerrell Horne (c), Franco De Onofrio, Marco Oyola, Jorge Sánchez, Pablo Cariddi. DT: Mario Guzmán. AT: Gustavo Vaninetti. PF: Leopoldo Aboy. Médico: Eduardo Petit.
- LNB 1995/1996 - CAMPEÓN LIGA SUDAMERICANA: Miguel Cortijo, Facundo Sucatzky, Sergio Aispurúa, Alberto Falasconi, Raúl Merlo, Melvin Johnson, Jervis Cole, Pelado Sánchez, Pablo Cariddi, Luis González. DT: Mario Guzmán. AT: Gustavo Vaninetti. PF: Leopoldo Aboy. Médico: Eduardo Petit.
- LNB 1996/1997 - SUBCAMPEÓN: Miguel Cortijo, Leopoldo Ruiz Moreno, Sergio Aispurúa, Melvin Johnson, Milton Bell, Raúl Merlo, Leopoldo Mauti, Fabián Tourn, Ricardo Centeno, Alfredo Vacarezza, Jorge Sánchez, Cristian Sánchez. DT: Flor Melendez. AT: Daniel Jaule. AT: Carlos Bualó. AT: Carlos Duró.
- LNB 1997/1998 - SUBCAMPEÓN: Facundo Sucatzky, Raúl Merlo, Andrés Nocioni, Hernán Montenegro, Sergio Aispurúa, Melvin Johnson, Diego Alba, Ricardo Centeno, Gabriel Mikulas, Mariano Mariani, Cristian Sánchez, Nathan Higgs. DT: Flor Melendez.
- LNB 1998/1999 - SUBCAMPEÓN: Facundo Sucatzky, Leopoldo Ruiz Moreno, Andrés Nocioni, Sergio Aispurua, Jorge Zulberti, Jared Prickett, Monty Wilson, Leandro Masieri, Luciano Masieri, Darrel Anderson, Martín Aguirrezabala, Horacio Webster, Diego Alba, Gabriel Mikulas, Bruno Martinessi, Ramiro García. Darrel Washington. DT: Carlos Bualó
- LNB 1999/2000 - Puesto 11: Facundo Sucatzky, Leopolodo Ruiz Moreno, Sergio Aispurúa, Melvin Johnson, Mauricio Pedemonte, Diego Alba, Gastón Luchino, Fernando Malara, Ricardo Centeno, Martín Aguirrezabala, Gabriel Mikulas, Eric Taylor, James Aaron Penny, Ramiro García. DT: Carlos Bualó. AT: Juan Pablo Feliú.
- LNB 2000/2001 - Puesto 15: Diego Alba, Fernando Malara, Ricardo Centeno, Martin Aguirrezabala, Joe Zaletel, Bernardt Haslett, Hernando Salles, Martin Nogués, Rasham Smith, Diego Bernardi, Esteban López, Fernando Mohedano, Mariano Leduc, Agustín García. DT: Mario Guzmán.
- LNB 2001/2002 - Descenso al TNA: Lucas Saúl, Franco Migliori, Ricardo Centeno, Juan Caruso, Fernando Mohedano, Esteban López, Mariano Leduc, Agustín García, Juan Davico, Facundo Hernández, Damon Stringer, Jason Rowe, Claudio Pereyra, Shane Jones, Luis Arrosa, Lee Grant, Maurice Ingram, Darío Arenas, D. Harper, Kevin Ross, Sebastián Porta, Enrique Elhorday, Carlos Alemanno. DT: Marcelo Pla (inicio). DT: Maximiliano Rubio (cierre). AT: Guillermo Bogliacino.
- TNA 2003/2004 - Eliminado cuartos de final: [11] Mayores: Martín Álvarez, Maximiliano Bertolino, Javier Ledesma, Andrés Faes, Fernando Martina, Martín Pasquinelli, Fernando Baudracco, Donald Jones. Menores: Maximiliano Maneiro, Daniel Elero, Rodrigo Alisón, Víctor Carballo, Ricardo Bertone, Rodrigo Negrotto. Extranjero: Derrick Dukes, luego Willie Davis.[12] Entrenador: Mario Luciani, luego Adrián Capelli.[13]
- Pre Federal 2022 - Campeón: Gino Veronesi, Juan Acebal, Juan Carnelli, Benjamin Sierra, Santiago Zwenger, Rocco Tumminello, Santiago Chevelesco, Michel Divoy, Santiago Cabodevilla, Lucio Haag, Joaquín Morandini, Jeremías Gamboa, Saulo Bieschke. DT: Juan Pagnanini. AT: Denis Casalino. AT: Marcos Fernández. PF: Esteban Lovera. Médico: Rodrigo Collado. Médico: Guillermo Campi
- Liga Federal de Básquetbol 2023: 4 Joaquin Morandini Silva; 5 Rocco Tumminello; 6 Juan Cruz Carnelli; 7 Lucio Enzo Haag; 8 Benjamin Giorgetti; 9 Michel Divoy Martín; 10 David Edgardo Véliz; 11 Valentin Ariel Bauducco; 12 Saulo Bieschke; 14 Federico Gabriel Harina Martini; 15 Santino Civelli; 16, Santiago Chevelesco; 18 Jeremias Gamboa; 20 German Frencia; 23 Benjamin Sierra; 33 Gino Veronesi; 44 Darío Abel Mansilla.
- Liga Federal de Básquetbol 2024: Joaquín Morandini; Nicolás Henríquez; Matías Sesto; Tomás Ramallo; Genaro Calcaterra; Gabriel Kalalo; Jeffrey Merchant; Blas Lino; Heraldo Russo; Ignacio Porta; Manolo Fernández; Juan Carnelli. Entrenador: Juan Cruz Pagnanini.
- Liga Federal de Básquetbol 2025: Barbera, Agustín; Carnelli, Juan Cruz; Chevelesco, Santiago; Fernandez, Manolo; Ferreyra, Nicolás; Ibarra, Santiago Ramón; Marconato, Bautista; Marillan, Emilio; Merchant, Jeffrey Andrew; Sesto, Matías; Sierra, Benjamín; Suzzara, Lautaro; Torres, Valentino; Vega, Piero Emanuel; Villarroel, Iván Marcelo. Coach: Juan Cruz Pagnanini.

### Jugadores históricos destacados
- Sergio Aispurúa (1995-2000)
- Miguel Cortijo (1996-1997)
- Esteban de la Fuente (1994-1995)
- Andrés Nocioni (1997–99)[14]
- Raúl Merlo (1995-1998)
- Gabriel Mikulas (1997-2000)
- Hernán Montenegro (1997–98)[15]
- Facundo Sucatzky (1993-99)
- Leopoldo Ruiz Moreno (1996-97 / 1998-99)
- Fabián Tourn (1996-97)
- Jorge Zulberti (1993-94)
- Melvin Johnson (1993-97)

## La Marea Roja
La famosa "Marea Roja" es la barrabrava de Independiente. 
Es conocida por sus originales cánticos y su gente. 
"La Marea", se había formado para seguir al equipo cuando jugaba a nivel nacional en la década del 90', pero cuando El Rojo dejó de competir, la hinchada se "desarmó". Tras la confirmación de la participación de Independiente en el torneo Pre Federal, La Marea se puso en marcha de nuevo. Rápidamente, los fanáticos y los jugadores le agarraron cariño a La Marea, ya que los siguen a dónde sea que jueguen.

## El Pamperito
Nacido en 1997, El Pamperito del Club Sportivo Independiente convoca a equipos no solo argentinos, sino también de otros países de la región (Chile y Uruguay, por ejemplo). Desde sus inicios, esta iniciativa ha dado prestigio a La Pampa, a través de la gestión a pulmón de las familias del club, que trabajan en forma constante para ofrecer un certamen de calidad.
Año tras año, el estadio Roberto Petit se viste de fiesta para recibir a cientos de chicos entusiasmados por participar en una iniciativa donde la diversión y el bienestar se posicionan por encima de cualquier espíritu competitivo.

## Jardín educativo y recreativo
[Del libro de los 90 años de CSI]
El valor de la educación ha estado presente desde los orígenes del club y, hoy permanece vigente a través del Jardín Educativo y Recreativo Club Sportivo Independiente, inaugurado a comienzos del 2009.
Fue una iniciativa ambiciosa y realizada a conciencia, haciendo honores a emprendimientos pasados del club, que tuvo como fin brindar un lugar acogedor para los más chicos, generando un ambiente de confianza en el cual madres y padres pudieran descansar tranquilos.
La comunidad piquense ha recibido con beneplácito a esta nueva apuesta del club, que no hace más que estrechar lazos.